# Monestir de Sant Precursor
El Monestir de Sant Precursor (en armeni: Մշո Սուրբ Կարապետ վանք) fou un monestir apostòlic en la província històrica de Taron, a prop de 50 quilòmetres al nord-oest de Mus, en l'actual Turquia.
El seu nom es refereix a Joan Baptista, les restes del qual es creu es van guardar en aquest lloc per Gregori l'Il·luminador en el començament del segle IV. El monestir després va servir de fortalesa a la família Mamiconi —la casa principesca de Taron, que al·legaven ser els guerrers sants de Joan Baptista, el seu patró. Va ser ampliat i renovat algunes vegades en segles posteriors. Al voltant del segle XX, era una gran fortificació amb quatre capelles.
Històricament, el monestir fou el centre religiós de Taron i un lloc preeminent de peregrinació. Es va considerar el monestir més important d'Armènia occidental turca i el segon més important de tots els monestirs armenis després d'Edjmiatsín. Des del segle XII, el monestir era seu de la diòcesi de Taron, que tenia una població de 90.000 armenis en el començament del segle XX. Atreia pelegrins en diverses ocasions anualment i fou recer de grans celebracions. El monestir fou incendiat i robat durant el Genocidi armeni del 1915 i després abandonat. Des de llavors, les seues pedres van ser utilitzades pels kurds de l'àrea com a espoli per a la construcció.

## Nom
Al llarg de la història tingué noms diferents. Un dels més comuns en fou Monestir de Glaque (Glakavank, Գլակավանք; també grafiat Glaka vank [Գլակայ վանք en alfabet clàssic i Գլակայ վանք en alfabet reformat) i Klaga vank [en armeni occidental] en homenatge al prior, Zenobi de Glaque. A causa de la seua ubicació també fou anomenat Monestir de les Nou Fonts (Innaknian vank, Իննակնեան վանք en alfabet clàssic, i Իննակնյան վանք en alfabet reformat).
Algunes fonts turques s'hi refereixen com a Església amb Torres Sineiras (Çanlı Kilise) o Església amb Campanes (Çengelli Kilise en kurd, que és també el nom de la vila on es troba). A vegades han donat la versió turca del seu nom armeni: Surpgarabet Manastırı.

## Història

### Fundació i edat mitjana

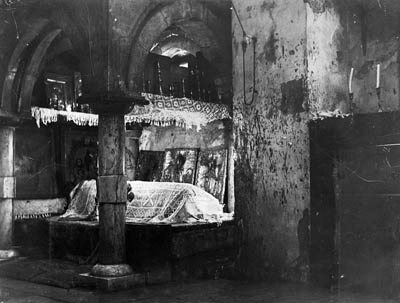
Martiri de Joan Baptista

Segons la tradició cristiana, el lloc fou fundat en el començament del segle IV per Gregori l'Il·luminador, que arribà a Taron per a difondre el cristianisme després de la conversió del rei Tiridates III (r. 298 - 330). A l'època, hi havia dos suposats temples hindús i estàtues de bronze establertes per dos prínceps indis dedicats als déus Gisan i Demèter al claustre. Gregori les va destruir i hi va erigir un martiri per a arrecerar les restes de sant Atenògenes i Joan Baptista,  que va portar de Kayseri. Segons altres fonts, els temples pagans estaven dedicats a Vahagn i Astghik. James R. Russell suggereix que a Armènia algunes de les qualitats de Vahagn passaren a Joan Baptista. La creença popular manté que alguns dimonis (devs) van romandre sota el monestir i serien alliberats durant la Segona Vinguda de Joan Baptista. Christina Maranci indica que la fundació del monestir està "molt probablement lligada a l'ascens del moviment monàstic" a Armènia de la dinastia Bagratuní en la dècada del 940.
Zenobi de Glac, un arquebisbe assiri, l'en va fa el primer pare superior. És a vegades esmentat com autor de la Història de Taron (Patmutiun Tarono, Պատմութիւն Տարօնոյ), tot i que l'obra se sol atribuir a Joan Mamiconi i "alguns estudiosos estan convençuts que l'obra és una composició d'un període posterior (posterior al segle VIII), escrita com una falsificació deliberada." El seu principal objectiu sembla ser afirmar la preeminència del monestir. Una novel·la "històrica" relativament curta narra la història de cinc membres de la família principesca de Taron, la família Mamiconi (Musel II, Bahram II, Simbaci I, Bahram III i Tigranes I), que eren coneguts com a guerrers de Joan Baptista, el seu patró. Defensaren el monestir i altres esglésies del districte.
El cronista del segle VI Atanes de Taron, conegut per la seua revisió del calendari armeni, hi va servir com a prior. Les possessions del monestir s'expandiren al segle VII, però l'edifici quedà en ruïnes per un sisme al mateix segle. El van reconstruir, i s'hi fundà la Capella de Sant Esteve. A la fi del segle IX, després del restabliment del Regne d'Armènia per la dinastia Bagràtida, es va crear una escola en el monestir. Al segle XI, Gregori Magistre va construir un palau dins el monestir, però fou destruït en un incendi al 1058 juntament amb l'Església de Sant Gregori, que tenia la teulada de fusta. Després de la mort de Soquemen II (r. 1128 - 1185) el 1185, el monestir fou atacat per musulmans. L'arquebisbe Esteve fou assassinat i els monjos van abandonar el monestir durant un any.

### Edat moderna

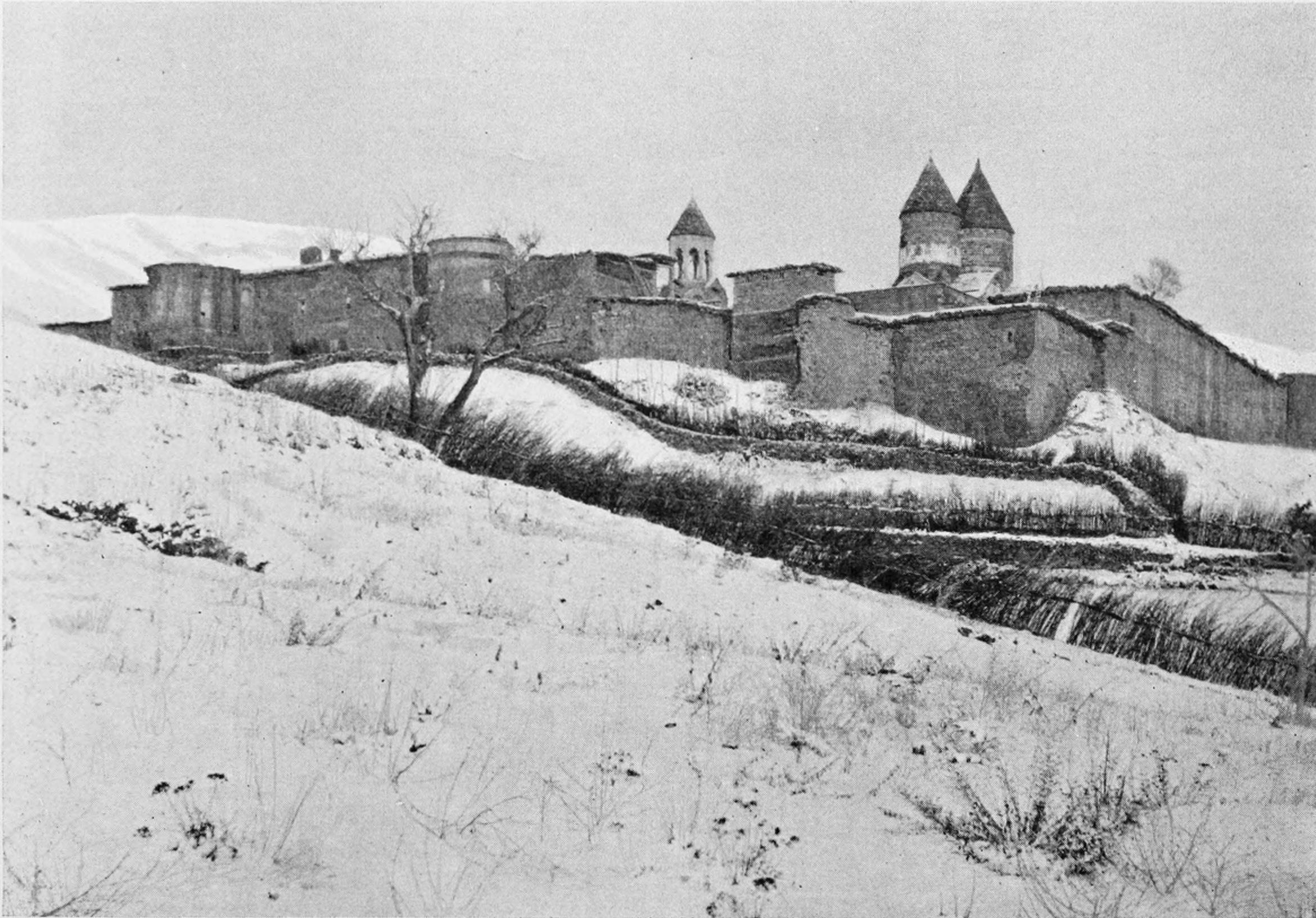
Monestir vist des del sud els anys 1890

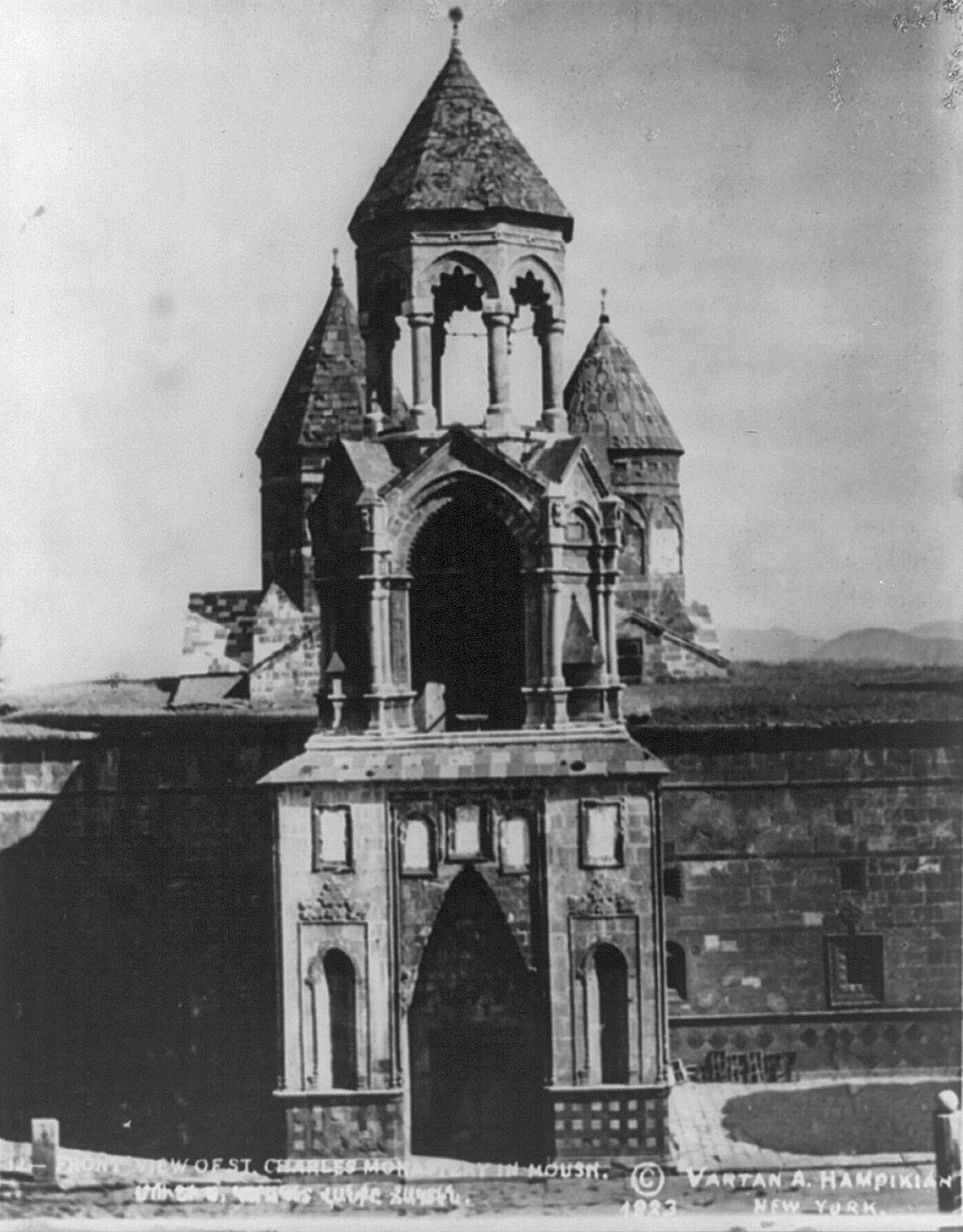
Entrada del monestir sota el campanar

A mitjan segle XVI, s'hi va construir la Capella de Sant Precursor. Segons el viatger del segle XVII Evliya Çelebi, el monestir va fer grans donacions als paixàs turcs, per tal de garantir les propietats monàstiques. Entre els segles XVI i XVIII, el monestir va arrecerar els armenis que fugien de les guerres otomanoperses. En la dècada del 1750, l'església de Sant Precursor fou destruïda per les tropes perses. Al segle XVII alguns van afectar el monestir, amb el del 1784 especialment devastador, que va destruir l'església principal, el refetor, part de la torre de la campana i la muralla sud. El 1788, el conjunt monàstic fou reconstruït -el seu nártex va ser ampliat, i se'n renovà el campanar, les estances dels monjos, el scriptorium, les muralles i altres seccions.

### Segle XIX
El 1827, uns kurds van prendre i robar el monestir, i en destruïren mobiliari i manuscrits. El monestir, però, va prosperar al 1862, quan Mkrtich Khrimian n'esdevingué el prior i prelat de Taron. Khrimian va establir un consell per finançar-ne projectes comunitaris. Abans d'ell, la major part dels diners es destinava als monjos i als afluents armenis de la zona, que li eren contraris, i va patir dos atemptats contra la seua vida. Al seu primer any, va fundar una escola secular en el monestir, Zharangavorats. Entre altres, el fedaí Kevork Chavush i Hrayr Dzhoghk, el cantant Armenak Shahmuradyan, i l'escriptor Msho Gegham (Gegham Ter-Karapetian) hi van estudiar. Des de l'1 d'abril del 1863 fins a l'1 de juny del 1865, Khrimian publicà la revista L'Àguila de Taron (Artzvik Tarono, Արծւիկ Տարօնոյ) en el monestir. Escrita en armeni modern per a ser fàcilment llegible, la revista volia augmentar la consciència nacional dels armenis. Editada per Garegin Srvandztiants, se'n publicaren 43 números. Khrimian va deixar el monestir el 1868 quan es va convertir en el patriarca armeni de Constantinoble.
D'acord amb dos viatgers francesos, el 1890, el monestir tenia grans àrees de terra, i es tardava hores per a anar d'un extrem a l'altre. La propietat era coberta de boscos, camps de conreu i amb tres hisendes amb prop de mil cabres i ovelles, cent bous i ramat, 60 cavalls, 20 ases i 4 mules, que eren cuidades per 156 servents. El 1896, es fundà un orfenat al costat del monestir, que encloïa una escola per a 45 xiquets i xiquetes, i una biblioteca. D'acord amb el viatger britànic H. F. B. Lynch, que visità el monestir el 1893, amb la presència de l'amenaça kurda i les sospites del govern turc, "aquest monestir florent ha  perdut molt d'encant; en realitat, els monjos estan un poc millor que els presoners de l'estat." Van robar el monestir al 1895 durant les massacres hamidianes contra els armenis. A la primeria del segle XX, l'estructura del monestir s'havia deteriorat. El  declivi en continuà fins a l'inici de la Primera Guerra Mundial.

### Destrucció i estat actual

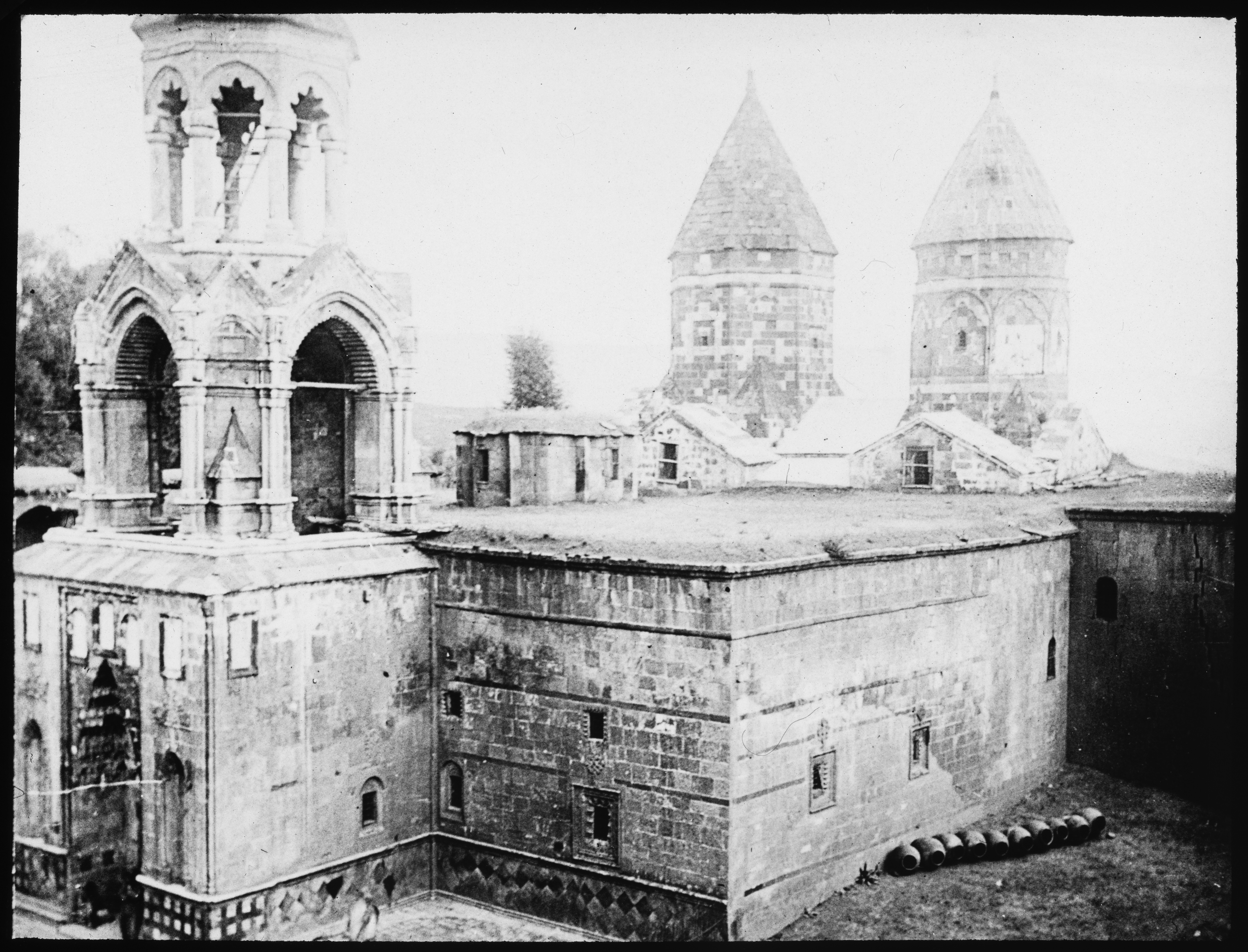
El monestir als c. 1907–1916

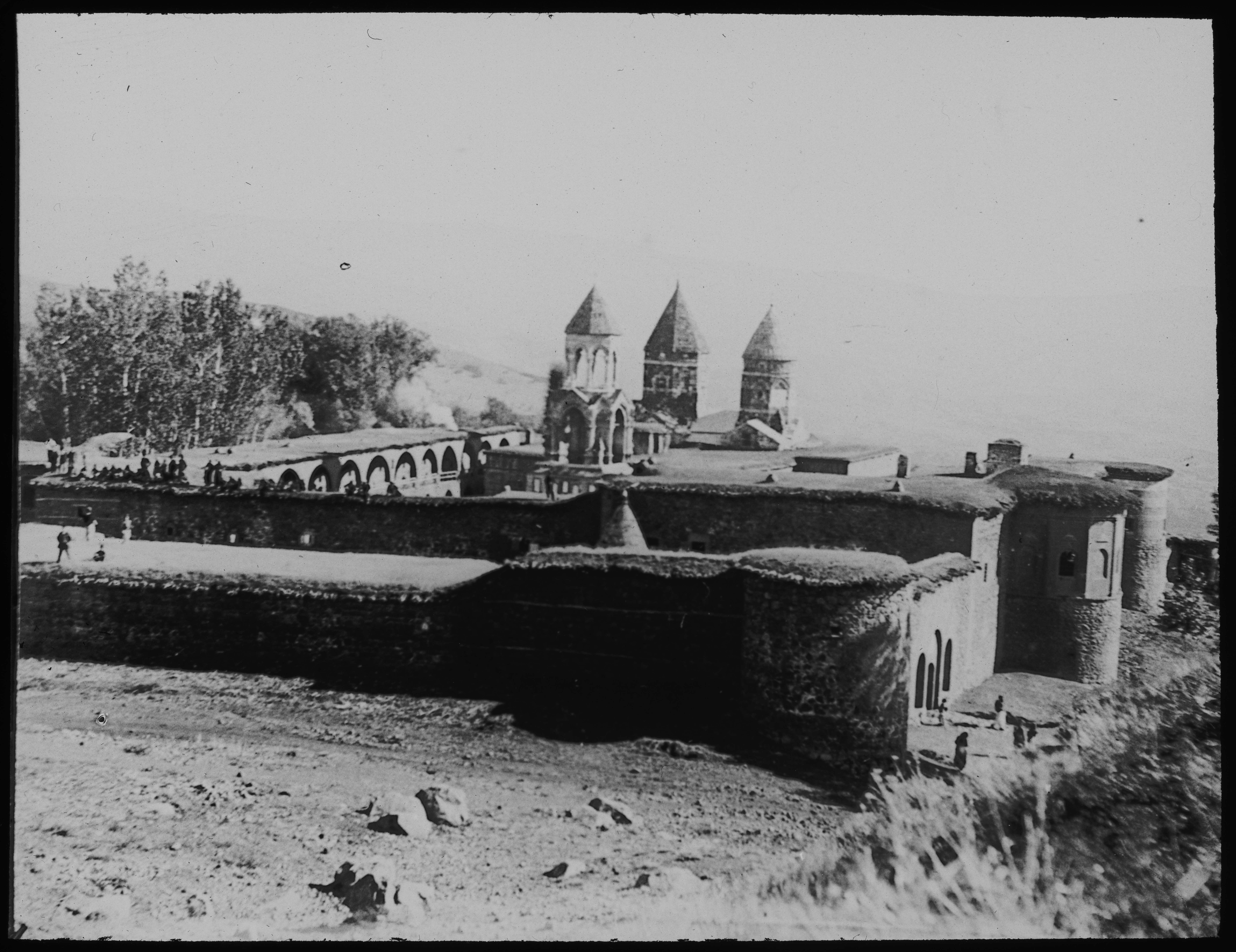
El monestir als c. 1907–1916

Durant el Genocidi armeni del 1915, el monestir arrecerà un gran nombre d'armenis que van escapar de les deportacions i massacres. Les forces turques i kurds irregulars els perseguien, però els armenis dins van resistir més de dos mesos. Segons alguns relats contemporanis, prop de 5.000 armenis foren massacrats "a la vora del mur del monestir", i el monestir fou "saquejat i robat". Segons els missioners americans Clarence Ussher i Grace Knapp, els turcs van massacrar "3.000 hòmens, dones i xiquets" al pati del monestir sota el comandament d'un oficial alemany.
El 1916, les tropes russes i els voluntaris armenis assumiren temporalment el control de l'àrea i traslladaren uns 1.750 manuscrits a Vagharxapat. Entre aquests, un reliquiari del segle XVIII de la mà dreta de Joan Baptista fet d'argent. L'àrea va ser recapturada pels turcs el 1918 i llavors va deixar d'existir no sols com a centre espiritual, sinó també com a monument arquitectònic. Restà abandonat fins a la dècada dels 1960, quan unes famílies kurdes s'hi van establir.
Molts edificis del poble són fets amb espoliació del monestir i khatxkar (creus armènies de pedra), embotides a les parets. Segons l'historiador Robert H. Hewsen, a partir del 2001, resten només vestigis de dues cambres de la capella de Sant Esteve, mentre que les altres restes del monestir són "fonaments i murs en ruïnes", utilitzats com a cellers.

### Esforços de reconstrucció
El maig del 2015, Aziz Dagcı, president de l'ONG "Unió de Solidaritat Social i Cultura pels armenis de Bitlis, Êlih, Van, Mus i Samesun", feu una crida formal als ministeris de cultura i al de l'interior de Turquia sol·licitant la reconstrucció del monestir i la remoció de les 48 cases i 6 cellers a la seua antiga ubicació. Dagcı afirmava que, segons el Tractat de Lausana del 1923, el govern turc estava obligat a preservar les institucions religioses i les estructures de les minories etnicoreligioses, incloent-hi les del poble armeni. Hi afegia que de primer havia enviat una carta a les agències del govern el 2012, que va prometre netejar el lloc en sis mesos.

## Arquitectura

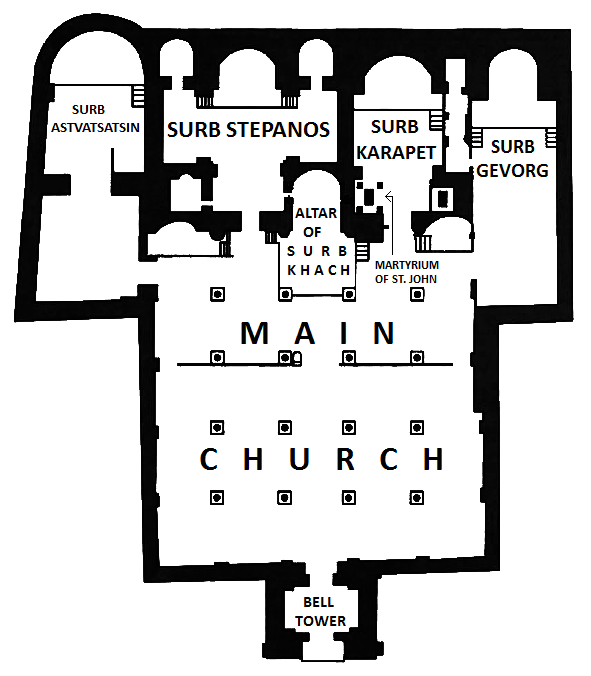
Planta del monestir

El monestir fou envoltat de muralles i semblava una fortalesa. L'historiador Dickran Kouymjan el va anomenar "immens eremiteri de parets". Lynch, que el visità al 1893, el va descriure com  "un recinte emmurallat, com el d'una fortalesa, una porta massissa sobre les frontisses -aquesta és la seua primera impressió d'aquest solitari pavelló. […] vosté entra en una illa espaiosa, i es troba amb un bell campanar i porxo, la façana incrustada de plaques de marbre blanc amb baixos relleus." Una dècada abans, el viatger anglés Henry Fanshawe Tozer havia escrit sobre el monestir: "Els edificis […] són de pedra, molt massissos i irregulars, s'eleven un sobre l'altre en diversos angles. No hi ha pràcticament cap pretensió d'arquitectura, i no res de l'aparença pintoresca que és tan característica dels monestirs grecs."

### Estructura
El conjunt del monestir es componia de l'església principal, dedicada a la Vera Cruz (Surb Xach) i quatre capelles a l'est: Santa Mare de Déu (Surb Astvacacin), Sant Esteve (Surb Stepanos), Sant Precursor (Surb Karapet) i Sant Jordi (Surb Gevorg). L'església principal no era la típica església armènia, sinó un gran saló que sembla que funcionava com una cambra (jamatum). Es va construir sobretot amb pedra grisa i recolzava en 16 columnes. Les capelles de Sant Precursor i Sant Esteve tenien cúpules, amb "alts tambors cilíndrics i teulades còniques". La capella de la Mare de Déu, la donaren a monjos assiris en la festa de Sant Joan. La torre senyera de tres pisos es va construir al segle XVIII. Hi havia també estances de monjos, un refetor, cambres per a pelegrins, l'edifici del prelat del segle XIX i una escola monàstica.

### Rellevància cultural

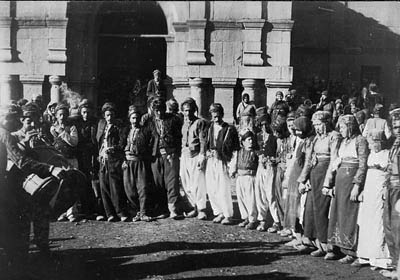
Dansa tradicional

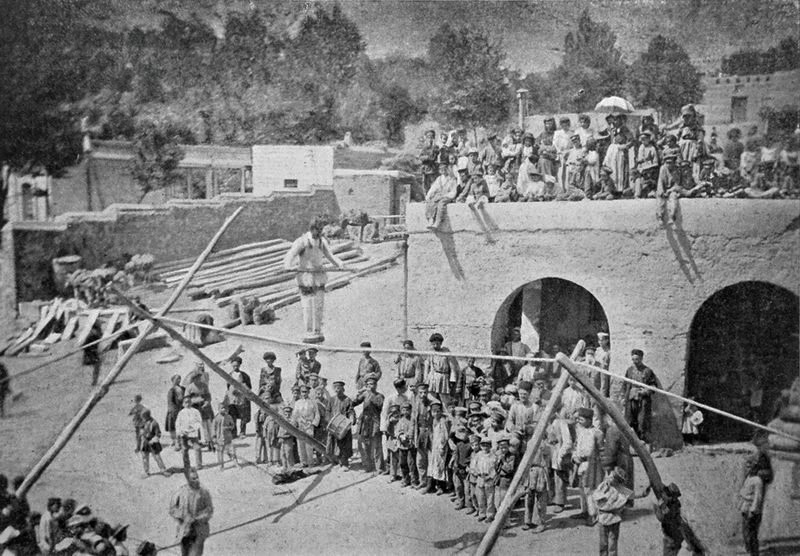
Funambulisme

El monestir fou històricament el centre religiós de Taron. A partir del segle XII, fou la seu de la Diòcesi de Taron, que al voltant del 1911 tenia una població armènia de 90.000 persones. Era considerat el major i més eminent santuari d'Armènia Occidental (turca). Fou al segle XII el monestir armeni més important després de Vagharxapat. Fou el lloc de peregrinació preeminent fins a la Primera Guerra Mundial. Les persones arreu d'Armènia feien peregrinacions al monestir. Acostumaven a realitzar festivitats al pati. I fou famós per la seua capacitat de guarir físicament i a malalts mentals.
El monestir era popularment conegut com a սուլթան Սուրբ Կարապետ Mšo sultan Surb Karapet, és a dir, Sultà Sant Precursor de Muxe. La referència "Sultà" se li va concedir pel seu alt estatut com a "senyor i mestre" de Taron. El monestir contenia tombes de prínceps Mamiconis, "per a qui el santuari va servir d'abadia sepulcral". Segons Lynch, els túmuls de Musel II, Bahram II, Simbaci I, i Bahram III es trobarien a prop de la muralla sud del monestir.

### Esdeveniments anuals
El monestir era un centre de grans celebracions anuals, com ara curses de cavalls, funambulisme i concursos de gusans (poetes, ballarins, actors, contacontes, etc.) durant el festival de Vardavar i l'Assumpció de Maria, que atreia un gran nombre de persones. Caminar damunt la corda fluixa, àmpliament practicat pels armenis de Taron, està històricament relacionat amb l'adoració del monestir.

#### Tradicióaxul
El monestir era un lloc de peregrinació tradicional per als axuls armenis (músics tradicionals). Ho van comparar al Parnàs, de Grècia, l'estada de les Muses. Hi ha documents del preeminent axul del segle XVIII Sayat-Nova, que feu un viatge al monestir per a buscar la gràcia divina.